# Franz Ulrich Ries
Franz Ulrich Ries (* 3. Januar 1695 (Taufdatum) in Breitenbach am Herzberg; † 6. November 1755 in Marburg) war ein deutscher evangelischer Theologe und Hochschullehrer.

## Leben
Franz Ulrich Ries war der dritte von sieben Söhnen von Johann Tobias Ries (* 13. November 1652 in Schmalkalden; † 27. März 1715 in Kassel), Regierungsrat, und dessen Ehefrau Juliane Margarethe Stückradt (* 27. September 1666 in Rothenberg; † 26. Juni 1740 in Kassel). Von seinen Geschwistern ist namentlich bekannt:
- Johann Philipp Ries (29. April 1693 in Breitenbach am Herzberg; † 26. April 1768 in Kassel), Bergrat.

Er erhielt seinen ersten Unterricht seit 1702 auf dem Pädagogium in Kassel und setzte diesen am Collegium Carolinum fort; dort hielt er 1711 eine feierliche Rede, für die er vom Landgraf Karl ein Geschenk von 200 Talern erhielt.
1713 begann er an der Universität Marburg ein Studium der Theologie und hörte hierzu Vorlesungen bei Bernhard Duising (1673–1735), Johann Siegmund Kirchmayer und Johann Heinrich Hottinger. Er erweiterte seine Kenntnisse in den orientalischen Sprachen durch den Besuch der Vorlesungen von Georg Otho, Johann Joachim Schröder, Johann Caspar Santoroc und Johann Hermann Schmincke, diese leiteten auch seine historischen und philosophischen Studien.
Von 1716 bis 1719 besuchte er die Universität Heidelberg und hörte dort die Vorlesungen von Johann Christian Kirchmayer, bei dem er auch wohnte und Ludwig Christian Mieg, der seine theologische Bildung maßgeblich beeinflusste. 1719 kehrte er nach Kassel zurück und lebte dort bis 1721, bis er die ordentliche Professur der Philosophie an der Universität Marburg erhielt.
Durch die Verteidigung seiner Dissertation de sacerdotis summi in Sanctum sanctorum ingressu bei Johann Christian Kirchmayer, der inzwischen an die Universität Marburg gekommen war, erhielt er sein Lizenziat der Theologie. Nach der Veröffentlichung seiner Abhandlung de unitate Dei ex rationis lumine demonstrata wurde er zum Dr. theol. promoviert.
1728 wurde er außerordentlicher Professor der Theologie an der theologischen Fakultät der Universität Marburg; 1735, nach dem Tod von Bernhard Duising, erfolgte seine Ernennung zum dritten ordentlichen Professor der Theologie. Zu seinen Studenten gehörten unter anderem Johann Wilhelm Krafft, Johann Rudolph Anton Piderit, Johann Wilhelm Schröder und Nikolaus Wilhelm Schröder.
Franz Ulrich Ries war mit Johanna Jakobe, Tochter des Leibarztes des Grafen Friedrich von Ahlefeldt und Professor der Medizin Jacob van den Velde (1676–1737), verheiratet; die Ehe blieb kinderlos.

## Schriften (Auswahl)
- Johann Christian Kirchmayer; Franz Ulrich Ries: Dissertatio Theologica Inavgvralis, De Sacerdotis Svmmi In Sanctvm S. Cvm Sangvine Expiatorio Ingressv Ejvsqve Mysterio.  Marburgi Cattorum: Müllerus, 1725.
- Disquisitio critico-theologica, de visibili Spiritus S. e coelo, ad modum columbae, super Christum descensu. Marburg Cattorum: Typis Philippi Casimiri Mülleri, 1735.
- Commentatio Critico-Theologica De Potestate Ab Uxore In Capite Agnoscenda Propter Angelos. Marburg Cattorum: Müller, 1738.
- De visibili spiritus s. e coelo, ad modum columbae, super Christum descensu auct. Francisco Ulrico Ries. Marburgi Cattorum: Müller, 1740.
- Disqvisitio theologica, de peccati origin. inhaerentis a parentibvs ad liberos propagatione, pvblicata. Gissae Krieger 1744.
- Dissertationum theologicarum, De divinitate Sacrae Scripturae, a variis atheorum, deistarum, aliorumque anti-scripturariorum et Strophis. Marburg 1747.
- Dissertationes Histor. Theologicae De Nativitate Iesv Christi, Variisqve Eivs Adivnctis, Ac Circvmstantiis. Marburg 1751.
- Tractatus theologico-typicus de asylis, sive urbibus refugii V. T. Marburg 1753.
- Commentatio theologica de arca foederis eivsqve fatis: et significatione eorum mystica. Marburg 1753.
- Tractatus theologico-typicus de terra Canaan et omnibus ejus partibus earumque antitypo. Marburg: In officina Mülleriana, 1755.